# 青井小夜
青井 小夜（あおい さよ）は、日本の女性アニメーター、演出家。埼玉県出身。以前は遊歩堂に所属していた。

## 参加作品

### テレビアニメ
- ケロロ軍曹 （2004年 - 2011年、原画・絵コンテ）
- 焼きたて!!ジャぱん （2004年 - 2006年、原画）
- リングにかけろ （2004年、原画）
- 交響詩篇エウレカセブン（2004年 - 2005年、原画）
- おくさまは女子高生 （2005年、作画監督）
- ぺとぺとさん （2005年、原画）
- ARIA The ANIMATION （2005年、原画）
- マジカノ （2006年、作画監督・原画）
- デジモンセイバーズ （2006年 - 2007年、キャラクターデザイン・作画監督・原画）
- ARIA The NATURAL （2006年、原画）
- ギャラクシーエンジェる〜ん （2006年、原画）
- DEATH NOTE （2006年 - 2007年、原画）
- かみちゃまかりん（2007年、ゲストキャラクターデザイン）
- セイント・ビースト 〜光陰叙事詩天使譚〜 （2007年、作画監督）
- DARKER THAN BLACK -黒の契約者- （2007年、原画）
- THE SKULLMAN （2007年、原画）
- ゲゲゲの鬼太郎 第5作 （2007年 - 2009年、原画・ED原画）
- ハヤテのごとく! （2007年 - 2008年、作画監督）
- 逆境無頼カイジ （2007年、原画）
- ナイトウィザード The ANIMATION （2007年、原画）
- みなみけ （2007年、原画）
- キミキス pure rouge （2007年、原画）
- やっとかめ探偵団 （2007年、演出）
- 墓場鬼太郎 （2008年、原画）
- ヤッターマン （2008年 - 2009年、原画）
- うちの3姉妹 （2008年、絵コンテ）
- ソウルイーター （2008年 - 2009年、原画）
- ゼロの使い魔 〜三美姫の輪舞〜 （2008年、演出・作画監督）
- しゅごキャラ!!どきっ （2008年 - 2009年、作画監督）
- とらドラ! （2008年、演出・原画）
- ヒャッコ （2008年、原画）
- はじめの一歩 New Challenger （2009年、原画）
- うみものがたり 〜あなたがいてくれたコト〜 （2009年、絵コンテ・演出・原画）
- 青い花 （2009年、絵コンテ・演出）
- しゅごキャラ!!どっきどき （2009年 - 2010年、作画監督）
- ご姉弟物語 （2009年 - 2010年、原画）
- 君に届け （2009年、原画）
- 青い文学シリーズ （2009年、原画）
- ちゅーぶら!! （2010年、OP原画）
- ソ・ラ・ノ・ヲ・ト （2010年、絵コンテ・演出・原画）
- 裏切りは僕の名前を知っている （2010年、原画）
- おおきく振りかぶって 〜夏の大会編〜 （2010年、第二原画）
- 真・恋姫†無双 〜乙女大乱〜 （2010年、原画）
- デジモンクロスウォーズ （2010年 - 2011年、原画）
- オオカミさんと七人の仲間たち （2010年、絵コンテ・演出・作画監督・原画）
- おとめ妖怪 ざくろ （2010年、OP原画）
- 屍鬼 （2010年、原画・OP2原画）
- 神のみぞ知るセカイ （2010年、原画）
- 海月姫 （2010年、原画）
- お兄ちゃんのことなんかぜんぜん好きじゃないんだからねっ!! （2011年、原画）
- べるぜバブ （2011年、OP原画）
- 夢喰いメリー （2011年、作画監督）
- デッドマン・ワンダーランド （2011年、絵コンテ・演出・作画監督・原画）
- 神様のメモ帳 （2011年、絵コンテ・演出）
- ちはやふる （2011年、原画）
- 僕は友達が少ない （2011年、衣装デザイン）
- 境界線上のホライゾン （2011年、演出）
- デジモンクロスウォーズ 時を駆ける少年ハンターたち （2011年 - 2012年、原画）
- キルミーベイベー （2012年、演出・原画）
- 坂道のアポロン （2012年、演出）
- 君と僕。2 （2012年、絵コンテ・演出）
- じょしらく （2012年、絵コンテ）
- となりの怪物くん （2012年、演出）
- CØDE:BREAKER（2012年、原画）
- 好きっていいなよ。 （2012年、絵コンテ・演出・レイアウト監修）
- 神様はじめました （2012年、原画）
- 僕は友達が少ないNEXT （2013年、OP原画）
- まおゆう魔王勇者（2013年、OP原画）
- GJ部（2013年、絵コンテ・演出）
- 惡の華（2013年、作画統括）
- DIABOLIK LOVERS（2013年、絵コンテ・演出・原画）
- 夜桜四重奏 〜ハナノウタ〜（2013年、絵コンテ）
- ハマトラ（2014年、原画）
- サムライフラメンコ （2014年、演出）
- 残響のテロル （2014年、演出・原画）
- オレん家のフロ事情 （2014年、監督・演出）
- ISUCA（2015年、OP原画）
- パンチライン （2015年、作画監督）
- VALKYRIE DRIVE -MERMAID-（2015年、OP原画）
- 神撃のバハムート VIRGIN SOUL（2017年、原画）
- ソード・オラトリア ダンジョンに出会いを求めるのは間違っているだろうか外伝（2017年、OP原画）
- BANANA FISH（2018年、原画）
- 憂国のモリアーティ（2020年、絵コンテ）
- フルーツバスケット（2020年 - 2021年、原画）
- 六道の悪女たち（2023年、絵コンテ）
- WIND BREAKER（2024年、原画）
- ある魔女が死ぬまで（2024年、原画）
- SAKAMOTO DAYS（2025年、原画）

### OVA
- 撲殺天使ドクロちゃん（2005年、原画）
- デトロイト・メタル・シティ（2008年、作画監督）
- ゆるゆり、（2019年、OP原画）

### 劇場アニメ
- 犬夜叉 紅蓮の蓬莱島 （2004年、原画）
- 超劇場版ケロロ軍曹 （2006年、原画）
- ヱヴァンゲリヲン新劇場版:序 （2007年、第二原画）
- 映画ドラえもん のび太と緑の巨人伝 （2008年、原画）
- 宇宙ショーへようこそ （2010年、原画）
- 劇場版 呪術廻戦 0（2021年、原画）
- アリスとテレスのまぼろし工場（2023年、原画）

### Webアニメ
- 美少女戦士セーラームーンCrystal（2015年、原画）
- ちちぶでぶちち（2018年、原画）

### その他
- デジモンセイバーズ アナザーミッション （2006年、オリジナルキャラクターデザイン）
- 進研ゼミ高校講座　高校☆デビュー 大成功DVD （2012年、原画）
- ブラウンダスト（2019年、OP原画）